# Pterocaesio chrysozona
Pterocaesio chrysozona, vrsta riba porodice Caesionidae, red Perciformes. Ova ne-migratorska oviparna riba raširena je u područjima reefova u Crvenom moru, zapadnog Pacifika duž istočne Afrike, zapadne Indije i istočne Australije.
Naraste do 21 centimetar. Duž svake strane imaju žutu prugu po kojoj su prozvane imenom Goldband fusilier. Komercijalno su beznačajne. Na Lakadivima i Maldivima koriste je kao mamac za lov na tune.
Klasificirao ju je Cuvier, (1830).